# بیلی باد (فیلم)
بیلی باد (انگلیسی: Billy Budd) فیلمی به کارگردانی پیتر یوستینف است که در سال ۱۹۶۲ منتشر شد.

## بازیگران
- ترنس استامپ
- رابرت رایان
- پیتر اوستینوف
- ملوین داگلاس
- جان نویل
- نیل مک‌گینیس
- رابرت براون